# Sébastien Flute
Sébastien Flute   (Brest, 25 de març de 1972) és un arquer bretó, ja retirat, que va competir durant la dècada de 1990.
El 1992 va prendre part en els Jocs Olímpics d'Estiu de Barcelona, on va disputar dues proves del programa de tir amb arc. En la prova individual va guanyar la medalla d'or, mentre en la competició per equips fou quart. Aquesta medalla d'or li va valer per rebre el Premi Claude Foussier que atorgà Académie des sports el 2000. També disputà, sense sort, els Jocs de 1996 i 2000. Es retirà en acabar els Jocs de Sydney.
En el seu palmarès també destaca una medalla d'or en el Campionat del Món de 1993, i set medalles en el Campionat d'Europa, una d'or, dues de plata i quatre de bronze entre el 1992 i el 2000. El 2009 va tornar a la competició amb l'objectiu de participar en els Jocs Olímpics de Londres del 2012, però no ho aconseguí.
El febrer de 2022 fou escollit director esportiu de la competició de tir amb arc dels Jocs Olímpics d'Estiu de 2024 i els Paralímpics d'Estiu de 2024 que es van disputar a París.